# Bank of the West Classic 2017
Silicon Valley Classic 2017 (спонсор - Bank of the West) — професійний тенісний турнір, що проходив на кортах з твердим покриттям. Це був 46-й за ліком турнір. Належав до категорії Premier у рамках Туру WTA 2017. Відбувся в Стенфорді (США). Тривав з 31 липня до 6 серпня 2017 року. Це був перший від 2004 року турнір WTA, на якому перші вісім сіяних потрапили до чвертьфіналу.

## Очки і призові

### Розподіл очок
| Дисципліна       | П   | Ф   | ПФ  | ЧФ  | 1/8 | 1/16 | Q   | Q2  | Q1  |
| Одиночний розряд | 470 | 305 | 185 | 100 | 55  | 1    | 25  | 13  | 1   |
| Парний розряд    | 470 | 305 | 185 | 100 | 1   | Н/Д  | Н/Д | Н/Д | Н/Д |

### Розподіл призових грошей
| Дисципліна       | П        | F       | ПФ      | ЧФ      | 1/8     | 1/16   | Q2     | Q1     |
| Одиночний розряд | $128,100 | $68,280 | $37,330 | $21,330 | $10,670 | $6,990 | $3,225 | $1,810 |
| Парний розряд    | $40,300  | $21,330 | $11,735 | $5,975  | $3,240  | Н/Д    | Н/Д    | Н/Д    |

## Учасниці основної сітки в одиночному розряді

### Сіяні пари
| Країна   | Гравчиня               | Рейтинг1 | Сіяна |
| -------- | ---------------------- | -------- | ----- |
| Іспанія  | Гарбінє Мугуруса       | 4        | 1     |
| Чехія    | Петра Квітова          | 14       | 2     |
| США      | Медісон Кіз            | 16       | 3     |
| Росія    | Анастасія Павлюченкова | 18       | 4     |
| Хорватія | Ана Конюх              | 21       | 5     |
| США      | Коко Вандевей          | 23       | 6     |
| Україна  | Леся Цуренко           | 31       | 7     |
| США      | Кетрін Белліс          | 43       | 8     |

- 1 Рейтинг подано станом на 24 липня 2017.

### Інші учасниці
Нижче наведено учасниць, які отримали вайлдкард на участь в основній сітці:
- Петра Квітова
- Клер Лю
- Марія Шарапова

Учасниця, що потрапила в основну сітку завдяки захищеному рентингові:
- Айла Томлянович

Нижче наведено гравчинь, які пробились в основну сітку через стадію кваліфікації:
- Вероніка Сепеде Ройг
- Каролін Доулгайд
- Марина Еракович
- Даніелль Лао

### Відмовились від участі
До початку турніру
- Тімеа Бабош →її замінила  Дженніфер Брейді
- Варвара Лепченко →її замінила  Катерина Бондаренко
- Крістина Плішкова →її замінила  Айла Томлянович
- Катерина Сінякова →її замінила  Кейла Дей
- Ван Цян →її замінила  Крісті Ан

Під час турніру
- Марія Шарапова

## Учасниці основної сітки в парному розряді

### Сіяні пари
| Країна            | Гравчиня           | Країна            | Гравчиня      | Рейтинг1 | Сіяна |
| ----------------- | ------------------ | ----------------- | ------------- | -------- | ----- |
| США               | Ракель Атаво       | Китайський Тайбей | Чжань Хаоцін  | 39       | 1     |
| Канада            | Габріела Дабровскі | КНР               | Сюй Їфань     | 45       | 2     |
| США               | Абігейл Спірс      | США               | Коко Вандевей | 62       | 3     |
| Китайський Тайбей | Чжуан Цзяжун       | Японія            | Мію Като      | 100      | 4     |

- 1 Рейтинг подано станом на 24 липня 2017.

### Інші учасниці
Пара, що отримала вайлд-кард на участь в основній сітці:
- Мелісса Лорд /  Керол Чжао

### Відмовились від участі
- Марина Еракович /  Айла Томлянович

## Фінальна частина

### Одиночний розряд
- Медісон Кіз —  Коко Вандевей, 7–6(7–4), 6–4

### Парний розряд
- Абігейл Спірс /  Коко Вандевей —  Алізе Корне /  Алісія Росольська, 6–2, 6–3